# Julien Labeau
Pour les articles homonymes, voir Labeau.
Julien Labeau, né le 31 août 1920 à Gand en Belgique et mort le 1er février 2008 à Saint-Denis-Westrem dans la commune de Gand, est un footballeur belge devenu entraîneur.

## Biographie

### Carrière de joueur
Julien Labeau joue en faveur de La Gantoise.